# Orang
Orang (nepalski. ओराङ) – gaun wikas samiti w środkowej części Nepalu w strefie Dźanakpur w dystrykcie Dholkha. Według nepalskiego spisu powszechnego z 2001 roku liczył on 440 gospodarstw domowych i 2010 mieszkańców (996 kobiet i 1014 mężczyzn).